# Drapchifängelset
Drapchifängelset är ett fängelse i Drapchi (Tibetanska: གྲྭ་བཞི; Wylie: Grwa bzhi) utanför Lhasa som är känt som Diyi jianyusuo på kinesiska. Fängelset var ursprungligen en militärförläggning med omvandlades till ett fängelse efter det tibetanska upproret 1959.
Fängelset öppnades officiellt 1965 och består av nio enheter som utökats nyligen. Uppskattningsvis 1000 personer är inlåsta i Drapchifängelset, varav 600 anses vara politiska fångar, främst tibetanska munkar och nunnor. Fängelset är känt för sin brutala hantering av sina fångar och flera tibetanska fångar uppges ha avlidit i fängelset.

### Fotnoter
1. ↑  amnestys årsrapport 1999: Kina och Hongkong. Läst 7 mars 2009